# Zamek Nyborg
Zamek Nyborg (duń. Nyborg Slot) – zamek w Nyborgu, na duńskiej wyspie Fionii. W 1282 roku na zamku król Eryk Klipping podpisał Danehoffet, dokument znany jako pierwsza duńska konstytucja.

## Historia
Zamek został zbudowany w latach 70. XII wieku przez Knuda Prislavsena, syna Przesława, siostrzeńca króla Waldemara I Wielkiego w celu ochrony wybrzeża przed Wendami. Około 1200 roku został rozbudowany i przekształcony w rezydencję królewską, której rolę pełnił do 1560 roku.
W 1282 roku Eryk Klipping podpisał na zamku Danehoffet. Ze względu na położenie Nyborg w centralnej części Danii był on używany do dorocznych spotkań króla z możnymi (tzw. danehoffer), na których decydowano o polityce kraju. Po morderstwie króla Eryka w 1286 roku, na zamku Nyborg doszło do skazania zabójców króla Danii.
W 1377 r. na zamku Nyborg 139 biskupów, urzędników, radnych, rycerzy i zbrojnych osobiście udzieliło pełnego poparcia synowi Małgorzaty I, Olafowi. Po zawarciu Unii kalmarskiej Nyborg nie znajdował się już w centrum kraju przez co w 1413 r. w zamku odbył się ostatni Danehof.
Podczas wojen duńsko-szwedzkich zamek Nyborg został zdobyty przez Szwedów. Zamek, podobnie jak reszta miasta i całego kraju, został zdewastowany przez siły okupacyjne. Wszystkie wartościowe przedmioty zostały przywiezione do Szwecji jako łupy wojenne, a meble były używane jako drewno opałowe.
Po zakończeniu wojen król przekazał zamek wojsku i mieścił się w nim garnizon aż do roku 1913. Następnie przeszedł w ręce Nationalmuseet i przeszedł niepełną renowację zakończoną w 1922 r., po czym został otwarty dla zwiedzających.

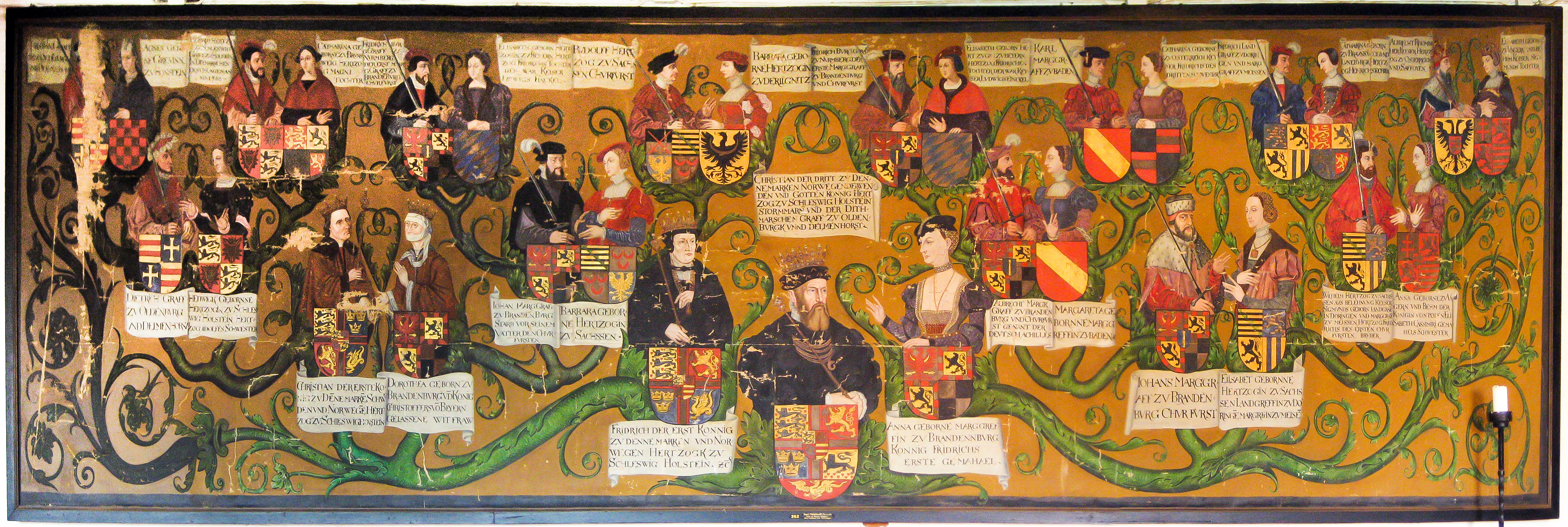
Tablica przodków Chrystiana III znajdująca się w zamku

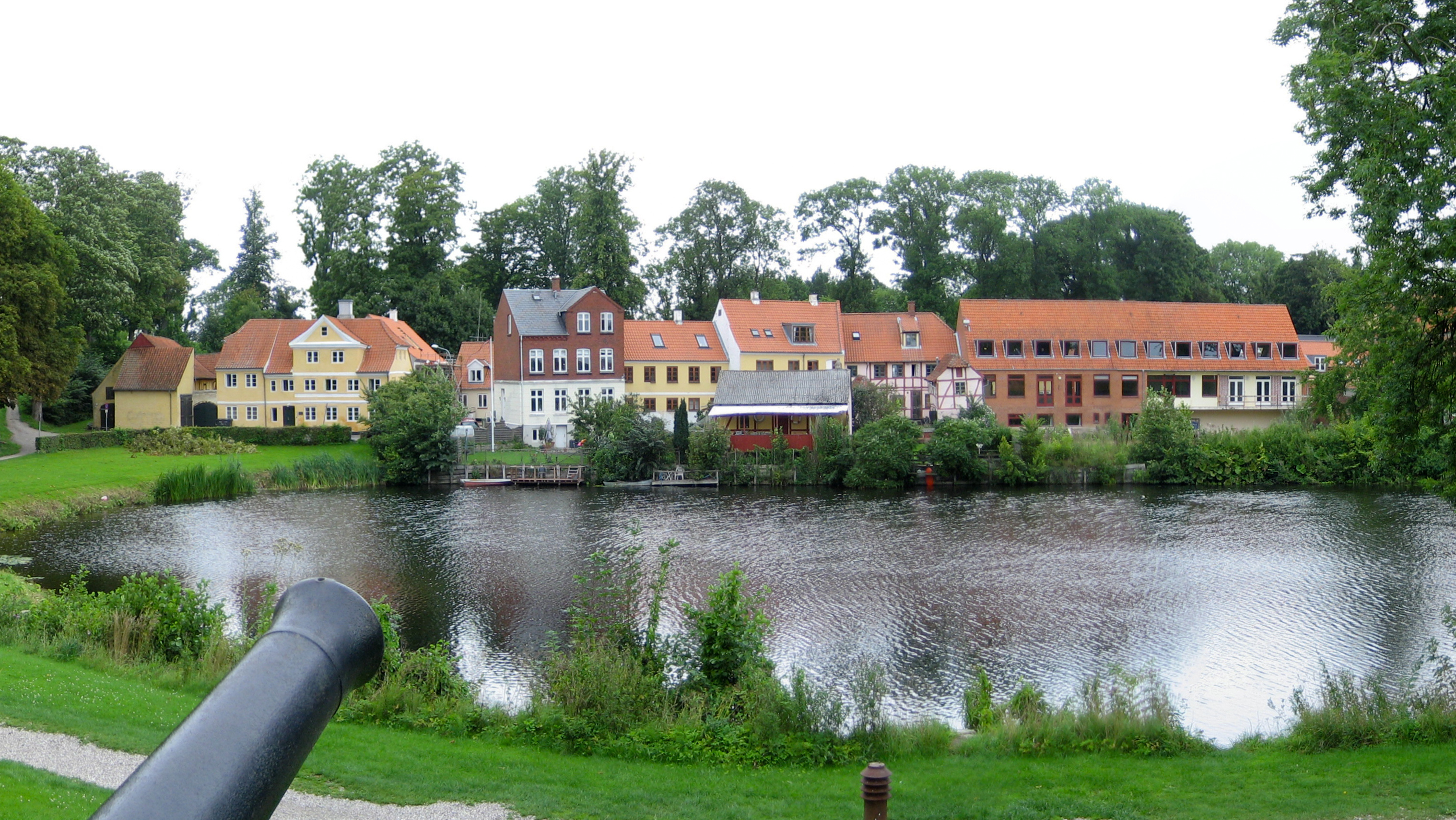
widok z zamku

Od 2018 r. zamek przechodzi ponowną renowację.